# Чёрная кошка (телесериал)
«Чёрная ко́шка» — российский телесериал, снятый режиссёром Антоном Сиверсом по сценарию Олега Маловичко. Сериал рассказывает о банде «Чёрная кошка», которая орудовала в Подмосковье в 1950—1953 годах (на её счету было 11 доказанных убийств, 18 раненых и 28 ограблений).

## Сюжет
1950 год. Иван Мишин и Андрей Гаранин — друзья с детства. Иван — рабочий на заводе и футболист, Андрей — начинающий художник. Их жизнь полностью меняется после того, как Андрей становится случайным свидетелем ограбления магазина в Красногорске. Об увиденном он сообщает старшине милиции Перепёлкину. Вместе они приезжают к месту преступления, где якобы должен находиться начальник отделения — капитан милиции Виктор Каратов. Андрей понимает, что Перепёлкин в сговоре с бандитами и привёз его сюда, чтобы убить. В ходе драки Перепёлкин несколько раз бьёт Гаранина по голове и решив, что Андрей мёртв, покидает место преступления. В больнице Гаранин приходит в себя, но абсолютно ничего не помнит. Его обвиняют в участии в ограблении и отправляют в лагерь.
Перепёлкин говорит Мишину, что знает человека, который может помочь вытащить Андрея, но для этого нужны деньги. Иван, вместе с товарищами по работе (которые также входят в футбольную команду), совершает ограбление гастронома, в ходе которого убивает директора магазина. Тем временем, в лагере, Андрей становится вором в законе. Там он знакомится с бандитским главарём Пашкой «Америкой», вместе с которым совершает побег. В Москве они, вместе с бандой Пашки, совершают серию ограблений. Затем любовница Пашки говорит Андрею, что Пашка собирается его убить во время одного из налётов. Иван решает помочь Гаранину. Вместе с ребятами он убивает Пашку во время ограбления, как раз в тот момент, когда тот целился в Андрея. Так образуется банда, состоящая из советских ударников и футболистов, ставшая впоследствии «Чёрной кошкой». В расследование дела банды оказались вовлечены как Виктор Каратов, так и девушка Ивана Мишина — Таисия Цыганова.

## В ролях
| Актёр                 | Роль                                                                                    |
| --------------------- | --------------------------------------------------------------------------------------- |
| Игорь Петренко        | сотрудник УГРО, капитан милиции Виктор Каратов; прототип — Владимир Арапов              |
| Мария Андреева        | Таисия Цыганова (Синицына) девушка Ивана Мишина                                         |
| Гела Месхи            | главарь банды Иван Мишин; прототип — Иван Митин                                         |
| Михаил Боярский       | отец Андрея Игорь Аркадьевич Гаранин                                                    |
| Константин Лавроненко | майор милиции, следователь МУРа Лев Александрович Шеин; прототип — Лев Романович Шейнин |
| Дмитрий Соломыкин     | художник, друг Ивана Мишина Андрей Гаранин                                              |
| Анна Гарнова          | мать Жени Рая Лившиц                                                                    |
| Алексей Шевченков     | старший лейтенант милиции Степан Трофимович Джуро                                       |
| Юрий Чурсин           | главарь банды Павел Андреев («Пашка Америка»)                                           |
| Юлия Галкина          | Галя любовница Пашки                                                                    |
| Александр Лобанов     | член банды Мишина Илья Акуличев («Акула»)                                               |
| Вера Шпак             | Варя Моисеева девушка Ивана Мишина в Москве                                             |
| Илья Бледный          | главарь банды Климов («Клим»)                                                           |
| Елена Цыплакова       | Лида Мишина мать Ивана Мишина                                                           |
| Семён Шемес           | член банды Мишина Женя Лившиц («Тарзан»)                                                |

| Продолжение списка актёров |                                                                         |
| --- | ----------------------------------------------------------------------- |
| \| Актёр \| Роль \| \| ------------------ \| ----------------------------------------------------------------------- \| \| Игорь Скрипко \| старшина в отделе УГРО Алексей Перепёлкин \| \| Александр Зельский \| член банды Мишина Антон Силкин \| \| Савелий Плескач \| член банды Мишина Фёдор Силкин \| \| Иван Соловьёв \| следователь Володя Гончаров \| \| Денис Васильев \| комсорг на заводе Антон Чижов \| \| Юрий Цурило \| министр внутренних дел СССР, генерал-майор Сергей Никифорович Круглов \| \| Кирилл Полухин \| капитан МГБ, следователь-куратор по делу «Чёрной кошки» Лихачёв \| \| Денис Сухомлинов \| член банды Мишина Ромка («Шкет») \| \| Яков Шамшин \| бандит Семён Жуков («Жук») \| \| Алексей Шемес \| член банды Пашки «Америки» «Михей» \| \| Сергей Подольный \| Вася Сырцов \| \| Алла Миронова \| мать Васи Сырцова Валентина Сырцова \| \| Сергей Вершинин \| администратор в ресторане ВТО, связной Пана Адам Леопольдович Крупицкий \| \| Андрей Зайков \| Корней Тихонович \| \| Екатерина Гусева \| модистка Лариса Шеина бывшая жена Шеина \| \| Марина Доможирова \| продавщица Ляля Гордеева \| \| Наталья Карпунина \| тётка Виктора Каратова Татьяна \| \| Екатерина Травова \| невеста Акулы Маша \| \| Дмитрий Поднозов \| вор в законе «Черкас» \| \| Наталья Зингер \| подруга Ляли Зоя \| \| Сергей Юшкевич \| организатор бандитских налётов Николай Цыганов («Пан») отец Таи \| \| Александр Ершов \| Лёха \| \| Денис Дружинин \| грабитель при вокзале Игорь Гусев («Гаря») \| \| Георгий Тополага \| Власов \| \| Александр Обласов \| майор МГБ Стеклов \| \| Владимир Чуприков \| первый секретарь Московского обкома ВКП(б) Никита Сергеевич Хрущёв \| \| Денис Ясик \| Гольцов \| \| Анатолий Завьялов \| бывший фронтовик Буркин \| \| Светлана Йозефий \| продавщица Тамара \| \| Сергей Кагаков \| инвалид с баяном у пивной \| \| Наталья Яськова \| эксперт МУРа Ирина Анатольевна \| \| Валентин Самохин \| инженер Андрей Васильевич Осокин \| \| Николай Наркевич \| Кузьмич \| \| Дмитрий Бужинский \| преподаватель музыки Пётр Павлович \| \| Дмитрий Куличков \| вор уголовник «Сява Меченый» \| \| Алексей Воропанов \| инженер в библиотеке Сергей Семёнович \| \| Сергей Вихрев \| продавец пластинок \| \| Василий Фролов \| завмаг, спекулянт Владимир Спиридонович («Полковник») \| \| Екатерина Сёмина \| соседка \| \| Владимир Терещенко \| сменщик \| \| Валерий Скорокосов \| швейцар \| \| Александр Панов \| дежурный \| \| Борис Зверев \| громила \| \| Ольга Гончаренко \| соседка \| \| Сергей Пинегин \| кадровик \| \| Владимир Прудников \| следователь МГБ \| \| Леонид Клёц \| офицер МГБ \| \| Юрий Гумиров \| «Граф» \| \| Александр Глухов \| учётник \| \| Анна Бачалова \| прохожая \| \| Артём Манукян \| официант \| \| Мария Букнис \| продавец \| \| Андрей Сорокин \| лавочник \| \| Владимир Ипатов \| мужичок \| \| Максим Зыков \| «Калмык» \| \| Сергей Колесников \| майор \| |                                                                         |
| Актёр | Роль                                                                    |
| Игорь Скрипко | старшина в отделе УГРО Алексей Перепёлкин                               |
| Александр Зельский | член банды Мишина Антон Силкин                                          |
| Савелий Плескач | член банды Мишина Фёдор Силкин                                          |
| Иван Соловьёв | следователь Володя Гончаров                                             |
| Денис Васильев | комсорг на заводе Антон Чижов                                           |
| Юрий Цурило | министр внутренних дел СССР, генерал-майор Сергей Никифорович Круглов   |
| Кирилл Полухин | капитан МГБ, следователь-куратор по делу «Чёрной кошки» Лихачёв         |
| Денис Сухомлинов | член банды Мишина Ромка («Шкет»)                                        |
| Яков Шамшин | бандит Семён Жуков («Жук»)                                              |
| Алексей Шемес | член банды Пашки «Америки» «Михей»                                      |
| Сергей Подольный | Вася Сырцов                                                             |
| Алла Миронова | мать Васи Сырцова Валентина Сырцова                                     |
| Сергей Вершинин | администратор в ресторане ВТО, связной Пана Адам Леопольдович Крупицкий |
| Андрей Зайков | Корней Тихонович                                                        |
| Екатерина Гусева | модистка Лариса Шеина бывшая жена Шеина                                 |
| Марина Доможирова | продавщица Ляля Гордеева                                                |
| Наталья Карпунина | тётка Виктора Каратова Татьяна                                          |
| Екатерина Травова | невеста Акулы Маша                                                      |
| Дмитрий Поднозов | вор в законе «Черкас»                                                   |
| Наталья Зингер | подруга Ляли Зоя                                                        |
| Сергей Юшкевич | организатор бандитских налётов Николай Цыганов («Пан») отец Таи         |
| Александр Ершов | Лёха                                                                    |
| Денис Дружинин | грабитель при вокзале Игорь Гусев («Гаря»)                              |
| Георгий Тополага | Власов                                                                  |
| Александр Обласов | майор МГБ Стеклов                                                       |
| Владимир Чуприков | первый секретарь Московского обкома ВКП(б) Никита Сергеевич Хрущёв      |
| Денис Ясик | Гольцов                                                                 |
| Анатолий Завьялов | бывший фронтовик Буркин                                                 |
| Светлана Йозефий | продавщица Тамара                                                       |
| Сергей Кагаков | инвалид с баяном у пивной                                               |
| Наталья Яськова | эксперт МУРа Ирина Анатольевна                                          |
| Валентин Самохин | инженер Андрей Васильевич Осокин                                        |
| Николай Наркевич | Кузьмич                                                                 |
| Дмитрий Бужинский | преподаватель музыки Пётр Павлович                                      |
| Дмитрий Куличков | вор уголовник «Сява Меченый»                                            |
| Алексей Воропанов | инженер в библиотеке Сергей Семёнович                                   |
| Сергей Вихрев | продавец пластинок                                                      |
| Василий Фролов | завмаг, спекулянт Владимир Спиридонович («Полковник»)                   |
| Екатерина Сёмина | соседка                                                                 |
| Владимир Терещенко | сменщик                                                                 |
| Валерий Скорокосов | швейцар                                                                 |
| Александр Панов | дежурный                                                                |
| Борис Зверев | громила                                                                 |
| Ольга Гончаренко | соседка                                                                 |
| Сергей Пинегин | кадровик                                                                |
| Владимир Прудников | следователь МГБ                                                         |
| Леонид Клёц | офицер МГБ                                                              |
| Юрий Гумиров | «Граф»                                                                  |
| Александр Глухов | учётник                                                                 |
| Анна Бачалова | прохожая                                                                |
| Артём Манукян | официант                                                                |
| Мария Букнис | продавец                                                                |
| Андрей Сорокин | лавочник                                                                |
| Владимир Ипатов | мужичок                                                                 |
| Максим Зыков | «Калмык»                                                                |
| Сергей Колесников | майор                                                                   |

## Производство
Съёмки сериала стартовали в августе 2015 года и проходили в Москве, в Ступине (Московская обл.) и Калуге. Было построено более 50 декораций, использовано более 20 единиц исторического транспорта, включая железнодорожные вагоны 1940-х годов, и около тысячи единиц костюмов. В Ступине снимались эпизоды на стадионе «Металлург». Прототипом главного героя Виктора Каратова так же, как и Шарапова в фильме «Место встречи изменить нельзя», стал знаменитый сыщик уголовного розыска Владимир Арапов, который арестовал банду Митина.
Прототипом следователя Шеина стал Лев Шейнин, хотя лично он не имел никакого отношения к ликвидации банды «Чёрная кошка».

## Награды
- 2017 — XXV кинофестиваль «Виват кино России!» в Санкт-Петербурге[6]:
  - приз за лучший телесериал
  - приз актёру сериала (Игорь Петренко)